# Plebiscits de Slesvig

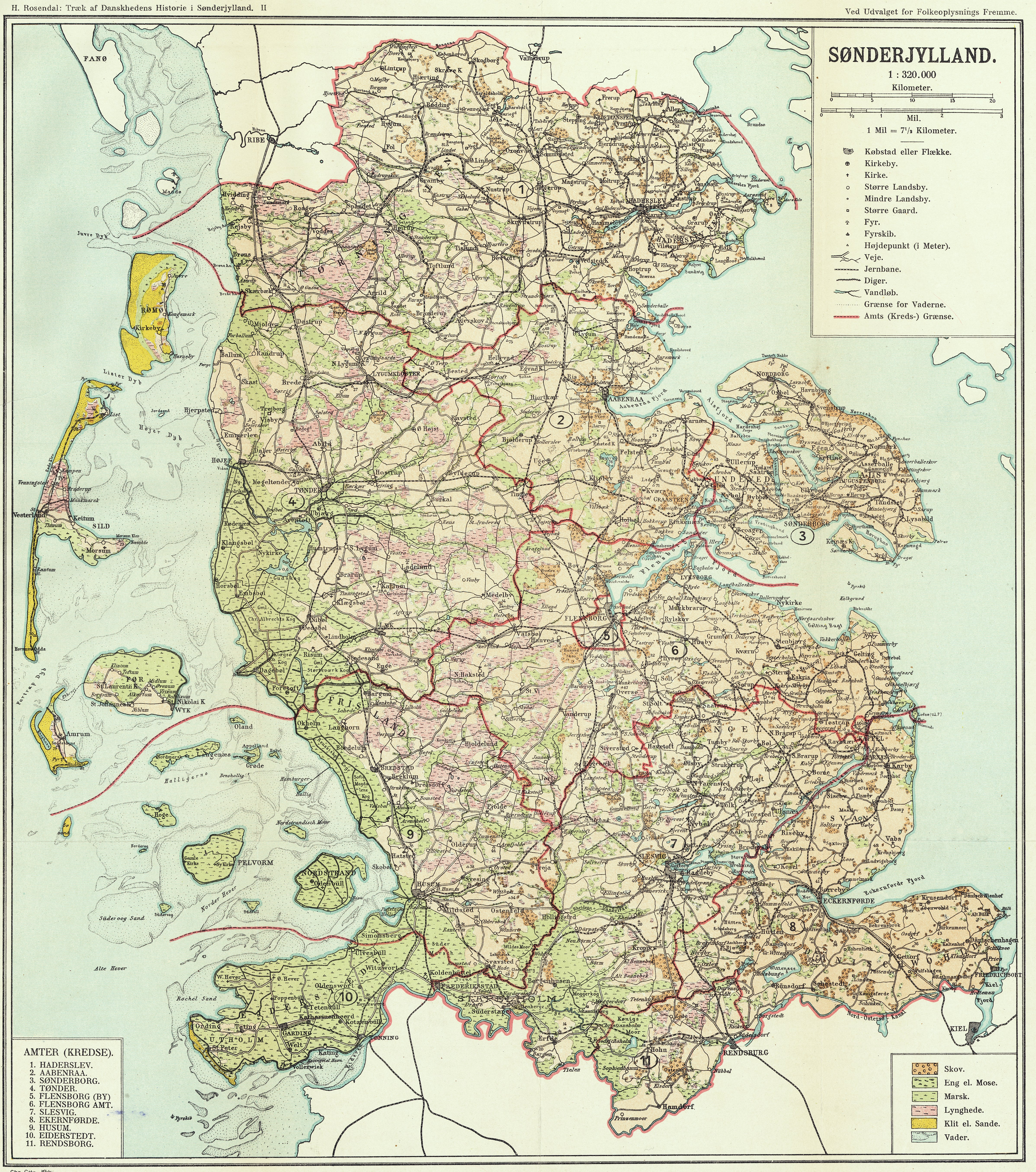
Mapa de la regió Slesvig/Jutlàndia Meridional abans dels plebiscits.

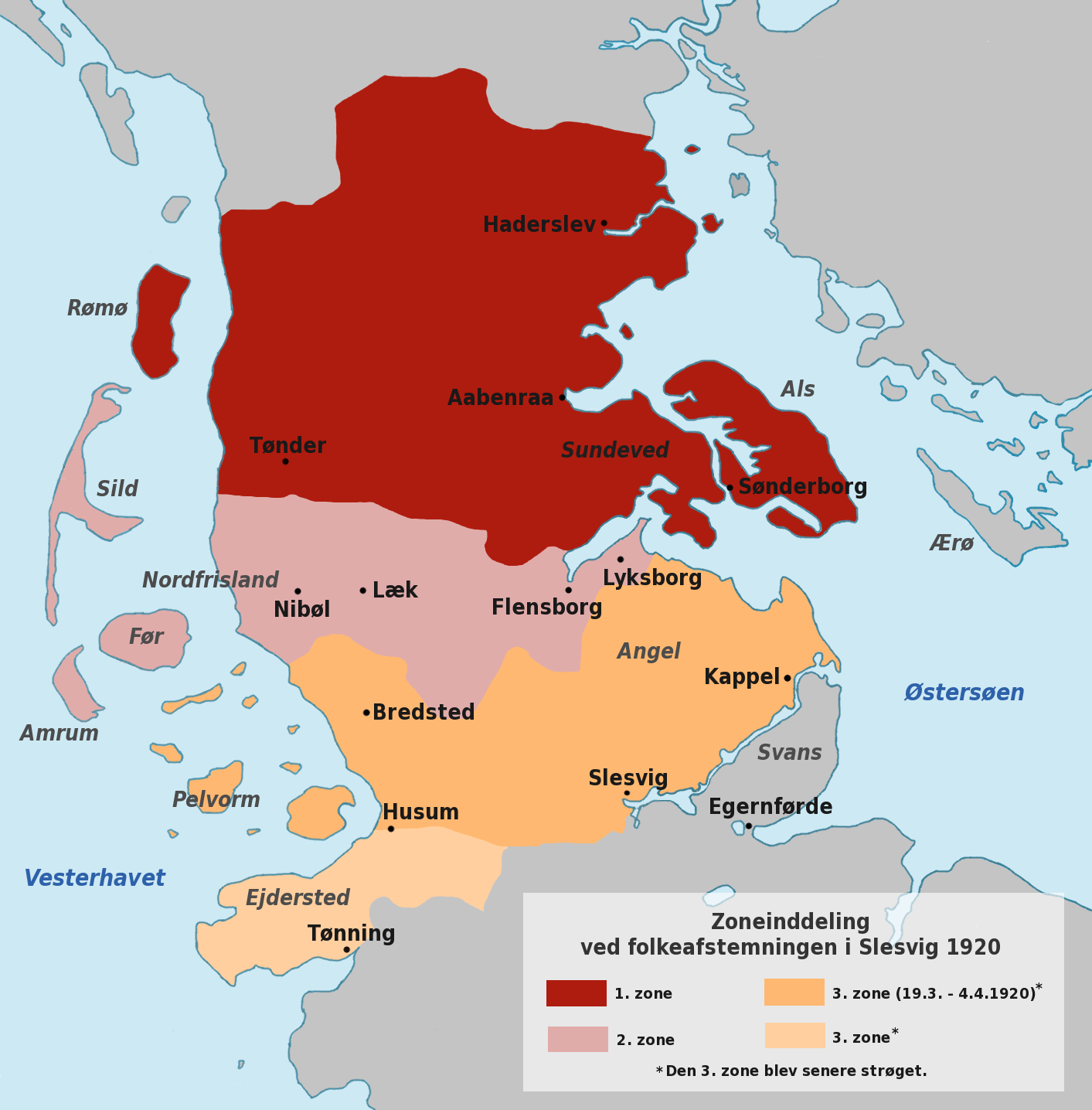
Les tres zones a Schleswig/Slesvig

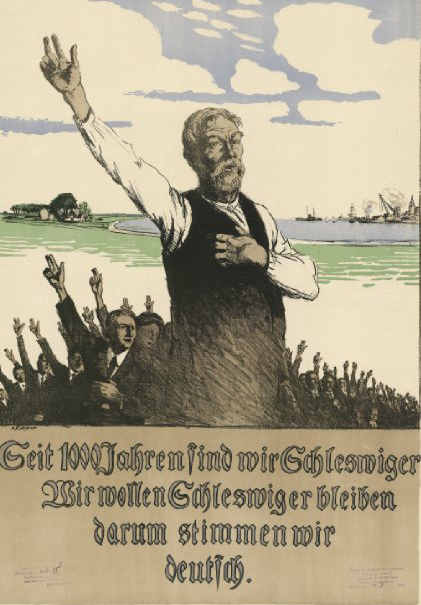
Cartell de propaganda alemany

Els plebiscits de Slesvig van ser dues votacions populars organitzades segons l'acordat a la secció XII, articles 109 a 114 del Tractat de Versalles del 28 de juny de 1919, per tal de fixar la futura frontera entre els estats de Dinamarca i Alemanya, travessant l'antic Ducat de Slesvig. El procés va ser supervisat per una comissió de representants de França, el Regne Unit, Noruega i Suècia.

## Antecedents
En 1864 es van enfrontar Dinamarca d'una banda i Prússia i Àustria per l'altre en la Guerra dels Ducats. El resultat fou que el ducat danès de Slesvig es va incorporar a Prússia al costat de les províncies de Holstein i Lauenburg. L'article V del tractat que van signar les parts bel·ligerants (Pau de Praga) estipulava l'obligació de Prússia d'organitzar un referèndum en un termini de sis anys per a donar al poble de Slesvig l'oportunitat de tornar a la sobirania danesa. Aquesta condició va ser ignorada durant més de mig segle, primer per Prússia, després per l'Imperi Alemany. Finalment, en 1919 Alemanya es va veure obligada a acceptar la celebració de la consulta popular després de la seva derrota a la Primera Guerra Mundial.

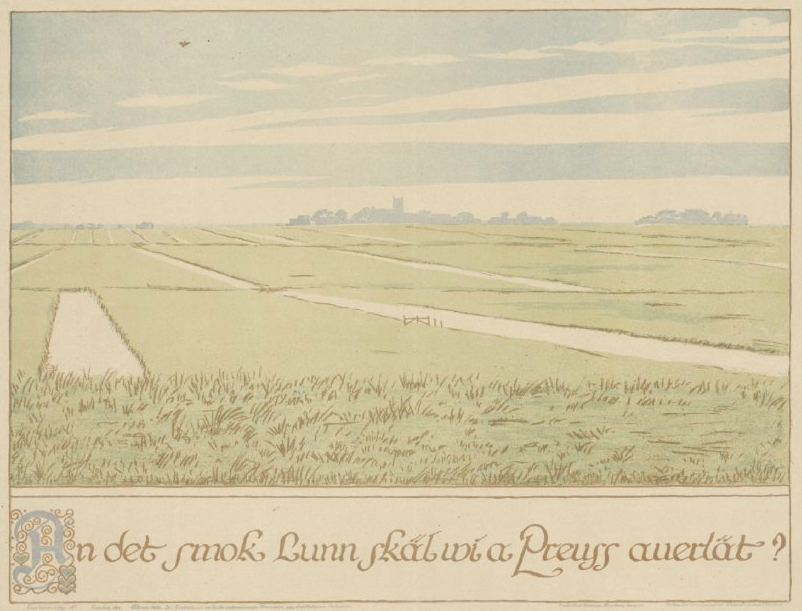
Cartell prodanès en frisó septentrional

## Desenvolupament
El primer plebiscit va tenir lloc a Slesvig del Nord (que es va anomenar Zona I) el 14 de febrer de 1920. Tres quartes parts de la població es van manifestar a favor de tornar a formar part de Dinamarca. El vot pro-alemany només va ser àmpliament majoritari a les localitats de Tønder i Højer.
El Slesvig Central (Zona II) va votar el 14 de març de 1920 i en aquesta ocasió cada municipi havia de decidir el seu propi futur. Solament va haver majoria danesa a tres petits pobles de l'illa de Föhr. Aquesta illa es trobava al sud, lluny del límit entre les zones I i II; per això, la Commission Internationale de Surveillance du Plébiscite Slésvig va resoldre establir una frontera gairebé idèntica a la separació entre les dues zones. El pobre resultat collit per Dinamarca a les votacions a Slesvig Central, especialment a Flensburg, la ciutat més gran de tota la regió, va desencadenar al territori danès l'anomenada "Crisi de Setmana Santa" (1920). En el terç meridional de Slesvig mai va arribar a celebrar-se cap plebiscit.
El 15 de juny de 1920, Slesvig del Nord fou formalment retornat a Dinamarca (gairebé un terç del seu territori). El territori va recobrar oficialment el nom de "districtes de la Jutlàndia Meridional", normalment abreujat a "Jutlàndia Meridional". Cal tenir en compte que històricament aquest nom s'ha utilitzat per a referir-se a la totalitat de Slesvig.

## Resultat en detall

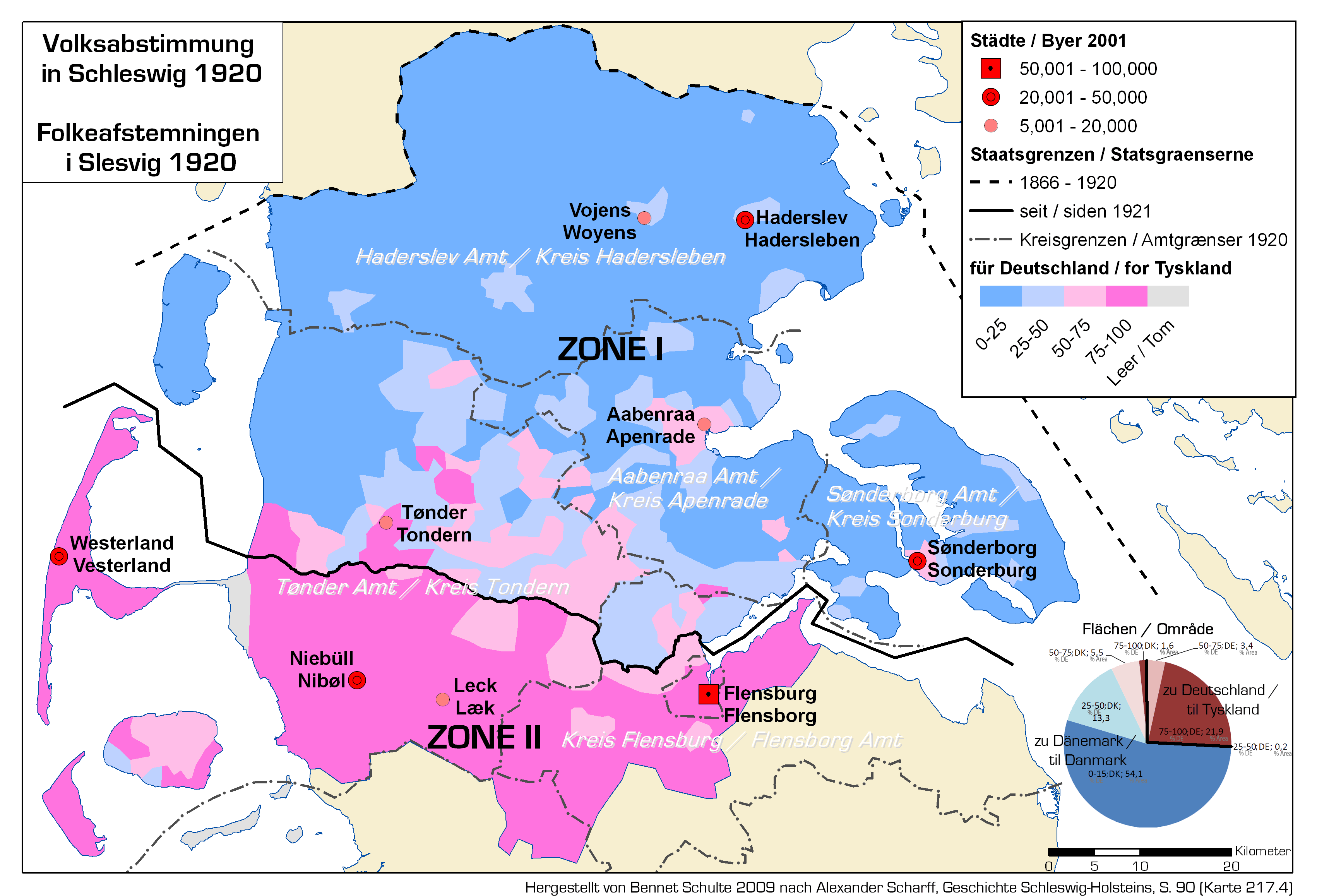
Resultats del plebiscit

| Electorat                                       | Nom alemany                                     | Nom danès                                       | per Alemanya | per Alemanya | per Dinamarca | per Dinamarca |
| Electorat                                       | Nom alemany                                     | Nom danès                                       | %            | vots         | %             | vots          |
|                                                 |                                                 |                                                 |              |              |               |               |
| Zona I (Schleswig Nord). 10 de febrer de 1920   | Zona I (Schleswig Nord). 10 de febrer de 1920   | Zona I (Schleswig Nord). 10 de febrer de 1920   | 25,1 %       | 25.329       | 74,9 %        | 75.431        |
|                                                 |                                                 |                                                 |              |              |               |               |
| Districte de                                    | Hadersleben                                     | Haderslev                                       | 16,0%        | 6.585        | 84,0%         | 34.653        |
| Ciutat de                                       | Hadersleben                                     | Haderslev                                       | 38,6%        | 3.275        | 61,4%         | 5.209         |
|                                                 |                                                 |                                                 |              |              |               |               |
| Districte de                                    | Apenrade                                        | Aabenraa                                        | 32,3%        | 6.030        | 67,7%         | 12.653        |
| Ciutat de                                       | Apenrade                                        | Aabenraa                                        | 55,1%        | 2.725        | 44,9%         | 2.224         |
|                                                 |                                                 |                                                 |              |              |               |               |
| Districte de                                    | Sonderburg                                      | Sønderborg                                      | 22,9%        | 5.083        | 77,1%         | 17.100        |
| Ciutat de                                       | Sonderburg                                      | Sønderborg                                      | 56,2%        | 2.601        | 43.8 %        | 2.029         |
| Ciutat de                                       | Augustenburg                                    | Augustenborg                                    | 48,0%        | 236          | 52,0%         | 256           |
|                                                 |                                                 |                                                 |              |              |               |               |
| Part septentrional del districte de             | Tondern                                         | Tønder                                          | 40,9%        | 7.083        | 59,1%         | 10.223        |
| Ciutat de                                       | Tondern                                         | Tønder                                          | 76,5%        | 2.448        | 23,5%         | 750           |
| Ciutat de                                       | Hoyer                                           | Højer                                           | 72,6%        | 581          | 27,4%         | 219           |
| Ciutat de                                       | Lügumkloster                                    | Løgumkloster                                    | 48,8%        | 516          | 51,2%         | 542           |
|                                                 |                                                 |                                                 |              |              |               |               |
| Part septentrional del districte de             | Flensburg                                       | Flensborg                                       | 40,6%        | 548          | 59,4%         | 802           |
|                                                 |                                                 |                                                 |              |              |               |               |
| Zona II (Schleswig Central). 14 de març de 1920 | Zona II (Schleswig Central). 14 de març de 1920 | Zona II (Schleswig Central). 14 de març de 1920 | 80,2 %       | 51.742       | 19,8 %        | 12.800        |
|                                                 |                                                 |                                                 |              |              |               |               |
| Part meridional del districte de                | Tondern                                         | Tønder                                          | 87,9%        | 17.283       | 12,1%         | 2.376         |
| Part meridional del districte de                | Flensburg                                       | Flensborg                                       | 82,6%        | 6.688        | 17,4%         | 1.405         |
| Ciutat de                                       | Flensburg                                       | Flensborg                                       | 75,2%        | 27.081       | 24,8%         | 8.944         |
| Part septentrional del districte de             | Husum                                           | Husum                                           | 90,0%        | 672          | 10,0%         | 75            |